# Trondhjemite
La Trondhjemite è una roccia intrusiva leucocratica. Si tratta di una varietà di tonalite in cui gran parte del plagioclasio è nella forma oligoclasio. Le trondhjemiti vengono chiamate anche plagiograniti.
La trondhjemite è comune nei terrane dell'Archeano dove si trova assieme alla tonalite e alla granodiorite in associazioni di ortogneiss TTG (Tonalite-Trondhjemite-Granodiorite). I dicchi di trondhjemite inoltre formano frequentemente parte del complesso dei dicchi tabulari nelle ofioliti.